# Ecco i Muppet
Ecco i Muppet (Muppets Now) è una mini-serie comica del 2020 con protagonisti i personaggi creati da Jim Henson. È la prima apparizione dei Muppet dopo oltre 4 anni di assenza (la precedente comparsa è stata nella serie I Muppet) ed è la prima produzione originale Disney+ con protagonisti i Muppet.
La serie vede un susseguirsi di sketch e scene comiche ricorrenti aventi vari protagonisti (uno sketch dedicato a Miss Piggy e Deadly, uno al dottor Bunsen e a Beaker, uno allo Chef Svedese...) e ha alcune particolarità: il ruolo marginale di Kermit (che fa poco più che qualche apparizione in ogni episodio), il ruolo di quasi protagonista (essendo colui che si occupa di montare gli sketch ed essendo Co-protagonista di uno sketch con Pepe il Paguro) di Scooter, oltre alla quasi totale assenza di personaggi come Fozzie, Gonzo e il Casino Elettrico (che fanno un paio di comparse in tutta la prima stagione)...
L'unica stagione della serie (arrivata su Disney+ a fine luglio 2020 in America e a inizio novembre dello stesso anno in Italia) è composta da 6 episodi e vede la partecipazione di vari vip, fissi (come Linda Cardellini) o guest (come RuPaul e Danny Trejo).

## Trama
La serie segue vari sketch dedicati a determinati personaggi (come 'Porci Leggiadri', un fittizio web-show di moda, accettazione di se stessi... tenuto da Miss Piggy, Deadly e l'attrice Linda Cardellini, oppure la finta sfida culinaria tra lo Chef Svedese e vari ospiti...), collegati tra di loro da degli intermezzi con protagonista Scooter (che spesso interagisce con altri personaggi, come Kermit o Animal), che si occupa di montare gli sketch. Ogni puntata presenta almeno 2 vip ospiti, o fissi (ad esempio Linda Cardellini e Taye Diggs, presenze fisse nello sketch di Miss Piggy) o guest (ad esempio gli ospiti intervistati nell'apposito spazio, come RuPaul e Aubrey Plaza, oppure gli ospiti del programma culinario, come Danny Trejo). Alcuni sketch sono fissi e presenti in ogni puntata, come quello di Piggy, altri si alternano (ad esempio quello di Pepe o quello di Bunsen e Beaker).

## Episodi
| Stagione       | Episodi | Prima TV USA   | Prima TV Italia |
| -------------- | ------- | -------------- | --------------- |
| Prima stagione | 6       | 31 luglio 2020 | 6 novembre 2020 |

## Promozione e distribuzione
La serie fu annunciata insieme alle altre produzioni originali Disney+ in occasione del D23 Expo 2019, mentre la data di uscita americana fu confermata nel maggio 2020, seguita dall'uscita del trailer a giugno dello stesso anno; 
In USA la serie è stata resa disponibile dal 31 luglio 2020, con uscita settimanale degli episodi; in Italia, nonostante si tratti di una serie originale, prima stagione è uscita per intero oltre 3 mesi dopo rispetto all'America, a inizio novembre (il trailer invece è stato diffuso direttamente sulla piattaforma, senza passare dai canali social della Disney Italia)

### Edizione italiana
Nell'edizione italiana tornano quasi tutti i doppiatori ufficiali dei personaggi; alcuni personaggi, invece, hanno subito un cambiamento vocale,  come Statler (per il quale Franco Zucca sostituisce Giancarlo Padoan), il Dott. Denti (Goffredo Matassi è sostituito, in seguito alla sua scomparsa, da Roberto Fidecaro) e Floyd Pepper (anche per lui Sergio Di Giulio è stato sostituito in seguito alla sua scomparsa).